# Чаплин (Гомельский район)
Ча́плин (бел. Ча́плін) — посёлок в составе Черетянского сельсовета Гомельского района Гомельской области Республики Беларусь.

## География
В 49 км на юго-восток от Гомеля и в 16 км от железнодорожной станции Кравцовка на линии Гомель — Чернигов, в 1,5 км от государственной границы с Украиной.

## Транспортная система
Транспортная связь по просёлочной, а затем по автомобильной дороге Гомель — Будище. В деревне 3 жилых дома (2004 год). Планировка состоит из короткой, прямолинейной улицы, с направленностью с юго-запада на северо-восток. Застройка деревянными домами усадебного типа.

## История
Основан в начале 1920-х годов переселенцами с соседних деревень на бывших помещичьих землях, это были семьи Бондаревых, Бондаренко и Лазовенко. Из родов происходят несколько медийных личностей, политики, герои ВОВ. В 1926 году в посёлке находилось почтовый пункт. В Прокоповском сельсовете Носовичского района Гомельского (до 26 июля 1930 года) округа, с 20 февраля 1938 года Гомельской области. В 1930 году жители вступили в колхоз.
В 1959 году в составе колхоза «За Родину» с центром в деревне Черетянка.

## Население

### Численность
- 2004 год — 3 двора, 5 жителей

### Динамика
- 1926 год — 15 дворов, 103 жителя
- 1959 год — 72 жителя (согласно переписи)
- 2004 год — 3 двора, 5 жителей
- 2018 год — 7 дворов, 6 из них посещаемых сезонно. 2 постоянных жителя